# Восстание Кабреры
Вторая карлистская война (исп. Segunda Guerra Carlista), также Восстание Кабреры или Восстание матинерсов — династическая война в Испании с 1846 по 1849 год. В российской историографии часто называется Восстанием Кабреры, а Второй карлистской войной называется Третья карлистская война.

## Предпосылки
Рамон Кабрера сначала в 1833 году выступил как предводитель одного из карлистских отрядов. Имя его скоро стало известным в Валенсии и Арагоне. В декабре 1836 года, при Ринкон дель-Сото (в Арагоне), его отряд был уничтожен превосходными силами христиносов и сам он был тяжело ранен. Уже через несколько месяцев, однако, он снова располагал отрядом в 10 тысяч человек и весной 1837 года нанес христиносам тяжкие поражения. Совершенно разбитый и снова раненый при Торре-Бланка, он вскоре опять явился на поле действий и поддерживал дон Карлоса во время его похода на Мадрид. Дон-Карлос возвел его в звание графа Морелла и сделал генерал-губернатором Арагона, Валенсии и Мурсии.
6 июля 1840 года Кабрер был вынужден перейти, с 8000 человек, на французскую территорию. Здесь он стал все более и более расходиться с приближенными дона-Карлоса, так что последний формально сместил его в мае 1842 года. Когда дон Карлос, в 1845 году, отказался от своих притязаний на испанский престол в пользу своего сына, графа Монтемолино, Кабрер отправился с последним в Англию.

## Ход войны
В конце 1846 года Дон Карлос Луис, сын Дона Карлоса Старшего, опубликовал манифест, в котором призывал своих сторонников к вооруженной борьбе.
В 1848 году Кабрер снова вызвал восстание карлистов в Каталонии, но был разбит при Пастерале (29 января 1849 года) и тяжело раненый, скоро должен был искать убежища за границей.
В Англии Кабрер вёл мирную жизнь и женился на англичанке.